# Will Berthold
Will Berthold (* 12. Oktober 1924 in Bamberg; † 16. Juni 2000 ebenda) war einer der kommerziell erfolgreichsten deutschen Schriftsteller und Sachbuchautoren der Nachkriegszeit.

## Leben
Berthold wuchs als Sohn eines Oberregierungsrats in Bamberg auf und wurde mit 18 Jahren Soldat. 1945 kam er in Kriegsgefangenschaft und wurde nach seiner Freilassung zunächst Hilfsarbeiter. Von 1945 bis 1951 war er Volontär und Redakteur der Süddeutschen Zeitung; u. a. berichtete er über die Nürnberger Prozesse. Zugleich absolvierte er ein Studium der Zeitungswissenschaften und Literaturgeschichte. 1948 heiratete er.
Nachdem er einige Fortsetzungsromane in Zeitschriften (u. a. in der Revue) veröffentlicht hatte, wurde er freier Schriftsteller und schrieb über 50 Romane, sogenannte „Tatsachenromane“, und populärwissenschaftliche Sachbücher. Seine bevorzugten Themen waren die Zeit des Nationalsozialismus und der Zweite Weltkrieg sowie Themen aus dem Bereich Kriminalität und Spionage. Er schrieb auch Drehbücher für Spielfilme und TV-Dokumentationen. Einige seiner Werke erschienen unter den Pseudonymen Stefan Amberg und Peter Martin Deusel.
Seine berühmteste, später auch in Buchform veröffentlichte Arbeit ist wohl die Artikelserie „Nachts, wenn der Teufel kam“, die Berthold in den 50er Jahren für die „Münchner Illustrierte“ verfasste und mit der ihm der Durchbruch gelang. Diese Artikelserie zeichnet den im Dritten Reich vertuschten Fall des angeblichen Serienmörders Bruno Lüdke nach. Sie ist vor allem deshalb umstritten, weil Berthold seine Quellen nicht hinreichend offenlegte und streckenweise undifferenziert aus NS-Akten zitierte. Für eine Unzahl der vor ihm referierten Falldetails gibt es bis heute keinerlei kriminalistische Belege, schon gar nicht in schriftlicher Form. Hingegen zitierte Berthold nicht aus den Verhörprotokollen des Falls Lüdke, die die Schuld des geistig stark behinderten Lüdke massiv in Zweifel gezogen hätten.
Vor allem auch durch Robert Siodmaks erfolgreiche, mit zehn Bundesfilmpreisen ausgezeichnete Verfilmung Nachts, wenn der Teufel kam von 1958 wurde Lüdkes Name als der des berüchtigtsten deutschen Serienmörders im Bewusstsein der bundesdeutschen Öffentlichkeit verankert.
Bertholds Bücher wurden in 14 Sprachen übersetzt und erreichten eine Gesamtauflage von über 20 Millionen.

## Werke

### 1956–1959
- Erich Gimpel: Spion für Deutschland. Süddeutscher Verlag, München 1956, DNB 451549007.
- Vom Himmel zur Hölle. Das Schicksal deutscher Fallschirmjäger. Süddeutscher Verlag, München 1957, DNB 450414620.
  - Vom Himmel zur Hölle. E-Book. SAGA Egmont, Kopenhagen 2017, ISBN 978-87-11-72730-0.
- Getreu bis in den Tod. Sieg und Untergang der Bismarck. Süddeutscher Verlag, München 1957, DNB 450414442.
  - Getreu bis in den Tod. E-Book. SAGA Egmont, Kopenhagen 2017, ISBN 978-87-11-72731-7.
- Malmedy aufgeschoben – aufgehoben. Roman nach Tatsachen. Kindler Verlag, München 1957, DNB 572262876.
- Mitgefangen – mitgehangen, Malmedy. Kindler Verlag, München 1958, DNB 450414566.
- Lebensborn. Roman aus Deutschlands dunkler Zeit. Kindler Verlag, München 1958, DNB 450414515.
  - Lebensborn e. V. – Tatsachenroman. E-Book. SAGA Egmont, Kopenhagen 2020, ISBN 978-87-26-44473-5.
- Etappe Paris. Roman. Süddeutscher Verlag, München 1957, DNB 450414604.
  - Etappe Paris. E-Book. SAGA Egmont, Kopenhagen 2017, ISBN 978-87-11-72716-4.
- Nachts, wenn der Teufel kam. Roman nach Tatsachen. Aktueller Buchverlag, Bad Wörishofen 1959, DNB 450414582.
  - Nachts wenn der Teufel kam. Bruno Lüdke – ein deutsches Phantom. Roman und Dokumentation. Mit Michael Farin. belleville, München 2024, ISBN 978-3-936298-36-9.
- Madeleine – Tel. 13 62 11. Roman. Als Peter Martin Deusel. Aktueller Buchverlag, Bad Wörishofen 1959, DNB 450414523.
  - Madeleine Tel. 136211. E-Book. SAGA Egmont, Kopenhagen 2017, ISBN 978-87-11-72703-4.
- Kriegsgericht. Roman nach Tatsachen. Kindler Verlag, München 1959, DNB 450414507.
  - Kriegsgericht. E-Book. SAGA Egmont, Kopenhagen 2017, ISBN 978-87-11-72696-9.

### 1960–1969
- Division Brandenburg. Die Haustruppe des Admiral Canaris. Aktueller Buchverlag, Bad Wörishofen 1960, DNB 450414426.
  - Division Brandenburg – Die Haustruppe des Admiral Canaris. E-Book. SAGA Egmont, Kopenhagen 2018, ISBN 978-87-11-72726-3.
- Die Haut am Markt. Roman. Als Stefan Amberg. Verlag Kurt Desch, München/Wien/Basel 1961, DNB 450414477.
  - Die Haut am Markt. E-Book. SAGA Egmont, Kopenhagen 2017, ISBN 978-87-11-72706-5.
- Brigade Dirlewanger. Roman nach Tatsachen. Aktueller Buchverlag, Bad Wörishofen 1961, DNB 450414434.
  - Brigade Dirlewanger. E-Book. SAGA Egmont, Kopenhagen 2017, ISBN 978-87-11-72735-5.
- Die andern schlafen nicht. England, Schweiz, Holland, Belgien, Italien, Frankreich, Luxemburg, Österreich. Süddeutscher Verlag, München 1963, DNB 450414396.
- Die wilden Jahre. Roman. Als Stefan Amberg. Verlag Kurt Desch, Basel 1964, DNB 450414485.
  - Die wilden Jahre. E-Book. SAGA Egmont, Kopenhagen 2017, ISBN 978-87-11-72715-7.
- Prinz-Albrecht-Straße. Roman nach Tatsachen. Lizenz des Ferenczy Verlags, Zürich. Lichtenberg Verlag, München 1964, DNB 450414612.
  - Prinz Albrecht Straße. E-Book. SAGA Egmont, Kopenhagen 2017, ISBN 978-87-11-74014-9.
- Die mobilen Manager. Glanz und Größe der deutschen Autoindustrie. mvg Verlag, München 1966, DNB 456085343.
- Die Impotenten. Roman. C. Bertelsmann Verlag, Gütersloh 1969, DNB 456085327.
  - Auf dem Rücken des Tigers. E-Book. SAGA Egmont, Kopenhagen 2019, ISBN 978-87-11-72691-4.

### 1970–1979
- Hölle am Himmel. Roman. Bastei Lübbe, Bergisch Gladbach 1974, ISBN 3-7857-0142-X.
  - Hölle am Himmel. E-Book. SAGA Egmont, Kopenhagen 2017, ISBN 978-87-11-72702-7.
- Du Doktor, du operieren. Roman nach Tatsachen. Hestia, Bayreuth 1976, ISBN 3-7770-0151-1.
  - Iwans Doktor. E-Book. SAGA Egmont, Kopenhagen 2017, ISBN 978-87-11-72719-5.
- Die große Flucht. Das Kriegsende in Ostdeutschland. Hestia, Bayreuth 1975, ISBN 3-7770-0140-6. (mit Pseudonym: Bert Franken) 
  - Die große Flucht. E-Book. SAGA Egmont, Kopenhagen 2017, ISBN 978-87-11-72728-7.
- Revolution im weißen Kittel. Hoffnungen und Siege der modernen Medizin. Hestia, Bayreuth 1978, ISBN 3-7770-0169-4.
- Fünf vor zwölf und kein Erbarmen. Roman. Goldmann Verlag, München 1978, ISBN 3-442-03702-6.
  - Fünf vor zwölf und kein Erbarmen. E-Book. SAGA Egmont, Kopenhagen 2017, ISBN 978-87-11-72723-2.
- Feldpostnummer unbekannt. Roman. Goldmann Verlag, München 1978, ISBN 3-442-03539-2.
  - Feldpostnummer unbekannt. E-Book. SAGA Egmont, Kopenhagen 2017, ISBN 978-87-11-72724-9.
- Parole Heimat. Deutsche Kriegsgefangene in Ost und West. Hestia, Bayreuth 1979, ISBN 3-7770-0186-4.
- Operation Führerhauptquartier. Roman. Blanvalet, München 1979, ISBN 3-7645-3492-3.
  - Operation Führerhauptquartier. E-Book. SAGA Egmont, Kopenhagen 2017, ISBN 978-87-11-72725-6.

### 1980–1984
- Verbotene Spiele. Roman. Heyne Verlag, München 1980, ISBN 3-453-01238-0.
  - Verbotene Spiele. E-Book. SAGA Egmont, Kopenhagen 2019, ISBN 978-87-11-72714-0.
- Krisenkommando. Roman. Heyne Verlag, München 1980, ISBN 3-453-01090-6.
  - Krisenkommando. E-Book. SAGA Egmont, Kopenhagen 2017, ISBN 978-87-11-72704-1.
- Heißes Geld. Roman. Blanvalet, München 1980, ISBN 3-7645-3215-7.
  - Heißes Geld. E-Book. SAGA Egmont, Kopenhagen 2017, ISBN 978-87-11-72692-1.
- Zärtlichkeit in kleinen Raten. Roman. Heyne Verlag, München 1981, ISBN 3-453-01338-7.
  - Zärtlichkeiten in kleinen Raten. E-Book. SAGA Egmont, Kopenhagen 2019, ISBN 978-87-11-72713-3.
- Ehesanatorium. Roman. Heyne Verlag, München 1981, ISBN 3-453-01465-0.
- Die ehrenwerten Diebe. Roman-Erzählungen. Heyne Verlag, München 1981, ISBN 3-453-01300-X.
- Die 42 Attentate auf Adolf Hitler. Blanvalet, München 1980, ISBN 3-7645-6716-3.
- Der Sieg, der vor die Hunde ging. Der Luftkrieg 1939–1945. Hestia, Bayreuth 1981, ISBN 3-7770-0216-X.
  - Der Sieg der vor die Hunde ging. E-Book. SAGA Egmont, Kopenhagen 2017, ISBN 978-87-11-72722-5.
- Der Krieg der nie zu Ende ging. Moewig Verlag, München 1981, ISBN 3-8118-2110-5.
  - Der Krieg der nie zu Ende ging. E-Book. SAGA Egmont, Kopenhagen 2017, ISBN 978-87-11-72705-8.
- Inferno Teil 1. Die ersten Blitzsiege. Goldmann Verlag, München 1982, ISBN 3-442-06414-7.
- Vollstreckt. Johann Reichhart, der letzte deutsche Henker. Als Stefan Amberg. Goldmann Verlag, München 1982, ISBN 3-442-06399-X.
- Geld wie Heu. Roman. Goldmann Verlag, München 1982, ISBN 3-442-06420-1.
  - Geld wie Heu. E-Book. SAGA Egmont, Kopenhagen 2017, ISBN 978-87-11-72709-6.
- Die Nacht der Schakale. Roman. Heyne Verlag, München 1982, ISBN 3-453-01569-X.
  - Die Nacht der Schakale. E-Book. SAGA Egmont, Kopenhagen 2017, ISBN 978-87-11-72693-8.
- Inferno Teil 2. Siege und Niederlagen. Goldmann Verlag, München 1983, ISBN 3-442-06415-5.
- Solang wir leben. Arztroman. Als Stefan Amberg. Goldmann Verlag, München 1983, ISBN 3-442-06500-3.
  - Solang wir leben. E-Book. SAGA Egmont, Kopenhagen 2017, ISBN 978-87-11-72708-9.
- Doppelt oder aus. Roman. Heyne Verlag, München 1983, ISBN 3-453-01665-3.
  - Doppelt oder aus. E-Book. SAGA Egmont, Kopenhagen 2017, ISBN 978-87-11-72712-6.
- Inferno Teil 3. Finale. Goldmann Verlag, München 1984, ISBN 3-442-06416-3.
- Ein Kerl wie Samt und Seide. Roman. Hestia, Bayreuth 1984, ISBN 3-7770-0273-9.
  - Ein Kerl wie Samt und Seide. E-Book. SAGA Egmont, Kopenhagen 2017, ISBN 978-87-11-72694-5.

### 1985–1990
- Überleben ist alles. Die letzten 60 Tage des Dritten Reiches. Tatsachenroman. Heyne Verlag, München 1985, ISBN 3-453-02107-X.
- Heldensabbat. Roman. Goldmann Verlag, München 1985, ISBN 3-442-06507-0.
- Die Stadt der Engel. Roman. Heyne Verlag, München 1985, ISBN 3-453-02213-0.
  - Die Stadt der Engel. E-Book. SAGA Egmont, Kopenhagen 2017, ISBN 978-87-11-72699-0.
- Die Frauen nannten ihn Charly. Roman. Goldmann Verlag, München 1986, ISBN 3-442-08391-5.
  - Die Frauen nannten ihn Charly. E-Book. SAGA Egmont, Kopenhagen 2017, ISBN 978-87-11-72710-2.
- Das letzte Gefecht. Roman. Lizenz des Goldmann-Verlags. Engel Verlag, München 1987, DNB 890118280.
  - Das letzte Gefecht. E-Book. SAGA Egmont, Kopenhagen 2018, ISBN 978-87-11-72718-8.
- Sprung in die Hölle. Roman. Lizenz des Goldmann-Verlags. Engel Verlag, München 1987, DNB 890262004.
  - Sprung in die Hölle. E-Book. SAGA Egmont, Kopenhagen 2018, ISBN 978-87-11-72720-1.
- Pinien sind stumme Zeugen. Roman. Heyne Verlag, München 1987, ISBN 3-453-02438-9.
  - Pinien sind stumme Zeugen. E-Book. SAGA Egmont, Kopenhagen 2018, ISBN 978-87-11-72700-3.
- Hanussen. Hellseher und Scharlatan. Roman nach Tatsachen. Bastei Lübbe, Bergisch Gladbach 1987, ISBN 3-404-10858-2.
- Adams Letzte. Roman. Bastei Lübbe, Bergisch Gladbach 1988, ISBN 3-404-10929-5.
  - Adams Letzte. E-Book. SAGA Egmont, Kopenhagen 2018, ISBN 978-87-11-72697-6.
- Die Nackten und die Schönen. Roman. Goldmann Verlag, München 1988, ISBN 3-442-08528-4.
  - Die Nackten und die Schönen. E-Book. SAGA Egmont, Kopenhagen 2017, ISBN 978-87-11-72701-0.
- Nach mir komm ich. Roman. Heyne Verlag, München 1990, ISBN 3-453-04551-3.
  - Nach mir komm ich. E-Book. SAGA Egmont, Kopenhagen 2017, ISBN 978-87-11-72698-3.
- Die gelbe Mafia. Thriller. Bastei Lübbe, Bergisch Gladbach 1990, ISBN 3-404-11554-6.
  - Die gelbe Mafia. E-Book. SAGA Egmont, Kopenhagen 2017, ISBN 978-87-11-72695-2.

## Filmografie
- 1956: Spion für Deutschland
- 1957: Nachts, wenn der Teufel kam
- 1958: Madeleine Tel. 13 62 11
- 1959: Kriegsgericht
- 1959: Am Tag, als der Regen kam
- 1960: Bomben auf Monte Carlo
- 1960: Die zornigen jungen Männer
- 1960: Division Brandenburg
- 1961: Lebensborn
- 1966: Karriere (A belles dents)

Fernsehserien:
- Kultische Spiele
- Riesenstadt Ruhrgebiet